# Weekends with Adele Live in Las Vegas
Weekends with Adele Live in Las Vegas è il secondo album dal vivo della cantante britannica Adele, pubblicato nel febbraio 2025.

## Descrizione
Contiene un totale di 21 brani scelti tra quelli inclusi nei quattro album in studio 19, 21, 25 e 30, registrati dal vivo durante la residency della cantante al Colosseum del Caesars Palace di Las Vegas. L'album è distribuito esclusivamente in un box set a tiratura limitata composto da tre dischi in vinile, un fotolibro e coriandoli dallo show.

## Tracce
1. Hello
2. Easy on Me
3. Turning Tables
4. Take It All
5. I Drink Wine
6. Water Under the Bridge
7. Send My Love (To Your New Lover)
8. Oh My God
9. One and Only
10. Don't You Remember
11. Rumour Has It
12. Skyfall
13. Hometown Glory
14. Love in the Dark
15. Cry Your Heart Out
16. Set Fire to the Rain
17. When We Were Young
18. Hold On
19. Someone Like You
20. Rolling in the Deep
21. Love Is a Game